# برنامج ليوناردو دا فينشي

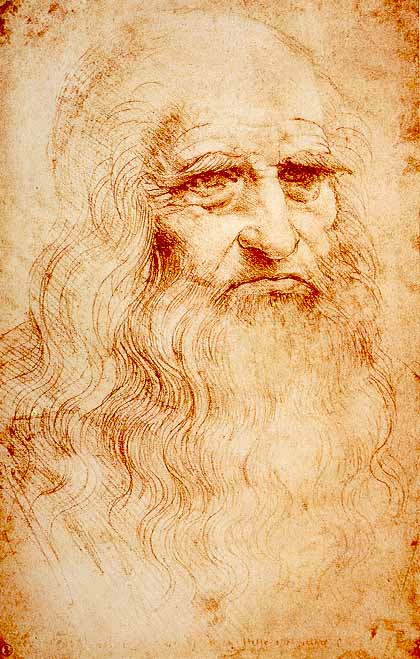

هذه المقالة عن برنامج الاتحاد الأوروبي، للحصول على معلومات عن الفنان انظر ليوناردو دا فينشي، للاطلاع على معاني «ليوناردو» و «دا فينشي» انظر ليوناردو ودا فينشي (توضيح)
برنامج ليوناردو دا فينشي هو برنامج التمويل المقدم من المفوضية الأوروبية الذي ينصب تركيزه على احتياجات التدريس والتدريب الخاصة بأولئك المشاركين في التعليم والتدريب المهني (VET). ويُعد البرنامج جزءًا من برنامج التعلم مدى الحياة 2007-2013 الخاص بالمفوضية الأوروبية ويهدف إلى بناء قوة عاملة ماهرة ومتنقلة في جميع أنحاء أوروبا.

## الأهداف
يهدف البرنامج إلى تعزيز القدرة التنافسية لسوق العمل الأوروبي من خلال مساعدة المواطنين الأوروبيين على اكتساب مهارات جديدة ومعارف ومؤهلات وجعلهم معترفًا بهم عبر الحدود. كما أنه يدعم الابتكارات والتحسينات في نظم وممارسات التعليم والتدريب المهني.

## التمويل
يمول البرنامج مجموعة واسعة من الأعمال، منها على سبيل المثال التنقل عبر الحدود والمشاريع الأوروبية مع التركيز على تطوير أو نقل الابتكار والشبكات. وتنطوي جميع المشاريع الممولة من قبل برنامج ليوناردو دافنشي على العمل مع الشركاء الأوروبيين. ويتناول البرنامج المتدربين في مجال التدريب المهني الأولي، والأشخاص المعنيين بسوق العمل والمهنيين في مجال التعليم والتدريب المهني، فضلاً عن أي مؤسسة نشطة في هذا المجال.

## معلومات تاريخية
لقد بدأ برنامج ليوناردو دا فينشي في عام 1995.
وفي عام 1998، أدى الإبلاغ عن المخالفات من قِبل بول فان بيتينين إلى انتقاد التوجيه الخاطئ للأموال في الاتحاد الأوروبي، لا سيما في برنامج ليوناردو دا فينشي.
وانصب تركيز مرحلة ثانية أوسع نطاقًا (ليوناردو 2 2000-2006) على مهارات وقدرة الشباب على العمل.
ومن بين 21000 مشروع تم تمويله في هذه المرحلة، كان 19000 مشروع ذا علاقة بالتنقل ودعم 3670000 فرد.
وبلغت الميزانية 1.45 مليار يورو.
وقد تم تقييم المرحلة الثانية للمديرية العامة للتعليم والثقافة التابعة للمفوضية الأوروبية في عام 2008.
وفي عام 2007، بدأ برنامج جديد، كان من المقرر أن يستمر حتى 2013.

## المشاريع المدعومة
- المشروع المركزي (شهادة للعمل في مجال النقل والخدمات اللوجستية في أوروبا)
- شهادة ونظام الاعتماد للتعليم والتدريب في قطاع الخدمات المالية — (انظر مركز التدريب الدولي للمصرفيين)
- CHIRON — التعليم الإلكتروني المرجعي
- DISCO – القاموس الأوروبي للمهارات والكفاءات
- EADIS — استوديو الابتكار الرقمي للسيارات الأوروبية - التدريب والبنية التحتية للحفاظ على القدرة التنافسية لصناعة السيارات الأوروبية
- ECOTOOL - تنسيق شهادات التعليم والتدريب المهني
- Forestur - تدريب المهنيين العاملين في السياحة
- MarTEL - اختبار إجادة اللغة الإنجليزية للعاملين في المجال البحري
- Ploteus (بوابة إلكترونية حول الفرص التعليمية في جميع أنحاء أوروبا)
- SLOOP Project - مشروع تعليم إلكتروني ومحتوى مفتوح بدأ أساسًا في عام 2005 ضمن برنامج ليوناردو دا فينشي، وبات الآن مشروعًا مستقلاً.

## وصلات خارجية
- European Union – The Lifelong Learning Programme 2007–2013
- UK – The Lifelong Learning Programme 2007–2013 نسخة محفوظة 30 أبريل 2008 على موقع واي باك مشين.
- UK – Leonardo programme نسخة محفوظة 23 أكتوبر 2013 على موقع واي باك مشين.
- Maybrook Saint James : London company supporting the Leonardo da Vinci programme